# Bultaco Speedway
La Bultaco Speedway fou un prototip de motocicleta de Speedway que desenvoluparen a Mallorca cap a 1972 el pilot anglès Reg Luckhurst i el promotor australià Ian Hoskins, amb el suport de Bultaco. Luckhurst i Hoskins s'havien traslladat a Palma per a promoure-hi les curses de Speedway i, amb aquesta finalitat, varen produir una sèrie de 12 motocicletes amb xassís fet a Anglaterra i motor de Bultaco Pursang de 250 cc. Tot i que ambdós emprenedors varen organitzar diverses curses de Speedway en una pista de cendra habilitada a l'Hipòdrom de Son Pardo, la manca de tradició d'aquesta modalitat a l'illa posà fi a la iniciativa ben aviat.